# کاکایی سرسیاه کوچک
کاکایی سرسیاه کوچک (نام علمی: Larus ridibundus) (به انگلیسی: Black-headed Gull) یک کاکایی (پرنده) کوچک است که بیشتر در اروپا و آسیا و در سواحل دریا یا کنار رودخانه‌ها و تالابها یافت می‌شود. این پرنده همچنین در کانادا نیز وجود دارد. بیشتر گونه‌های این گروه جزو پرندگان مهاجر هستند ولی گروه کوچکی از آن که در اروپا زیست می‌کنند جزو پرندگان ساکن محسوب می‌شوند. طول این پرنده ۳۸ تا ۴۴ سانتیمتر است که هنگام بازکردن پرها فاصلهٔ دو پر به ۹۴ تا ۱۰۵ سانتیمتر می‌رسد. دهان و پاهای این پرنده به رنگ قرمز است. علامت مشخصه این پرنده تغییر رنگ سر و سفید شدن آن و وجود نقاط سیاه و سفید در پشت چشم در طول زمستان است.

## زیستگاه
کاکایی سر سیاه کوچک معمولاً در طول ساحل، در لنگرگاه‌ها، در مسیر رودخانه‌ها، کنار دریاچه‌ها و گاهی در کشتزارها و دور از آبهای وسیع دیده می‌شود. به طور دسته‌جمعی در مرداب‌ها، چمنزارها، سواحل شنی و جزایر دریاچه‌ای زادآوری می‌کند.

## کاکایی سرسیاه کوچک در ژاپن
کاکایی سرسیاه کوچک یا یوریکامومه (به ژاپنی: ユリカモメ Yurikamome) در سال ۱۹۶۵ میلادی به عنوان پرندهٔ نماد توکیو انتخاب شد. همچنین یکی از خطوط قطار توکیو به نام خط یوریکامومه به نام این پرنده نامگذاری شده‌است.

## نگارخانه

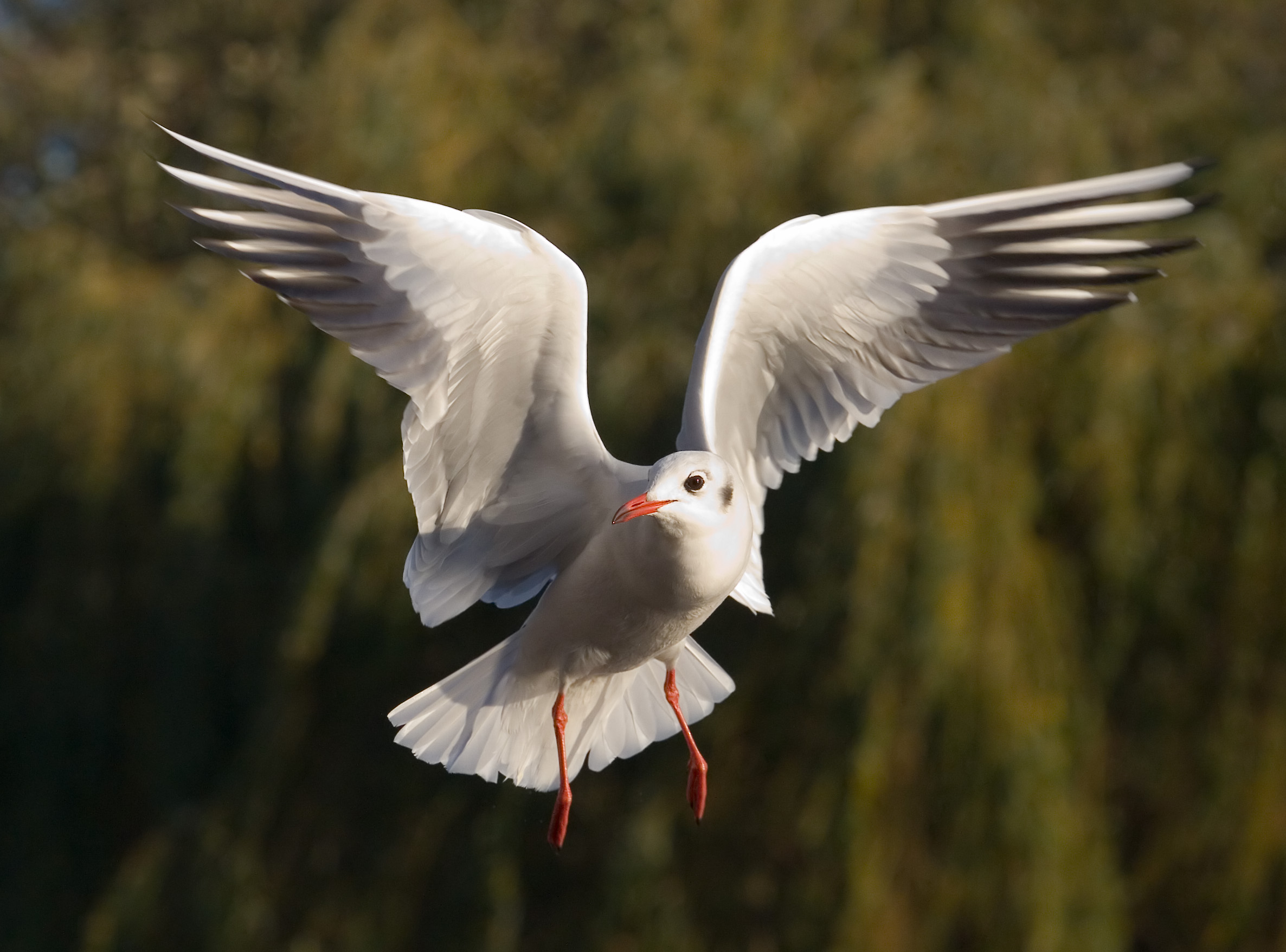
در پارک جیمز لندن
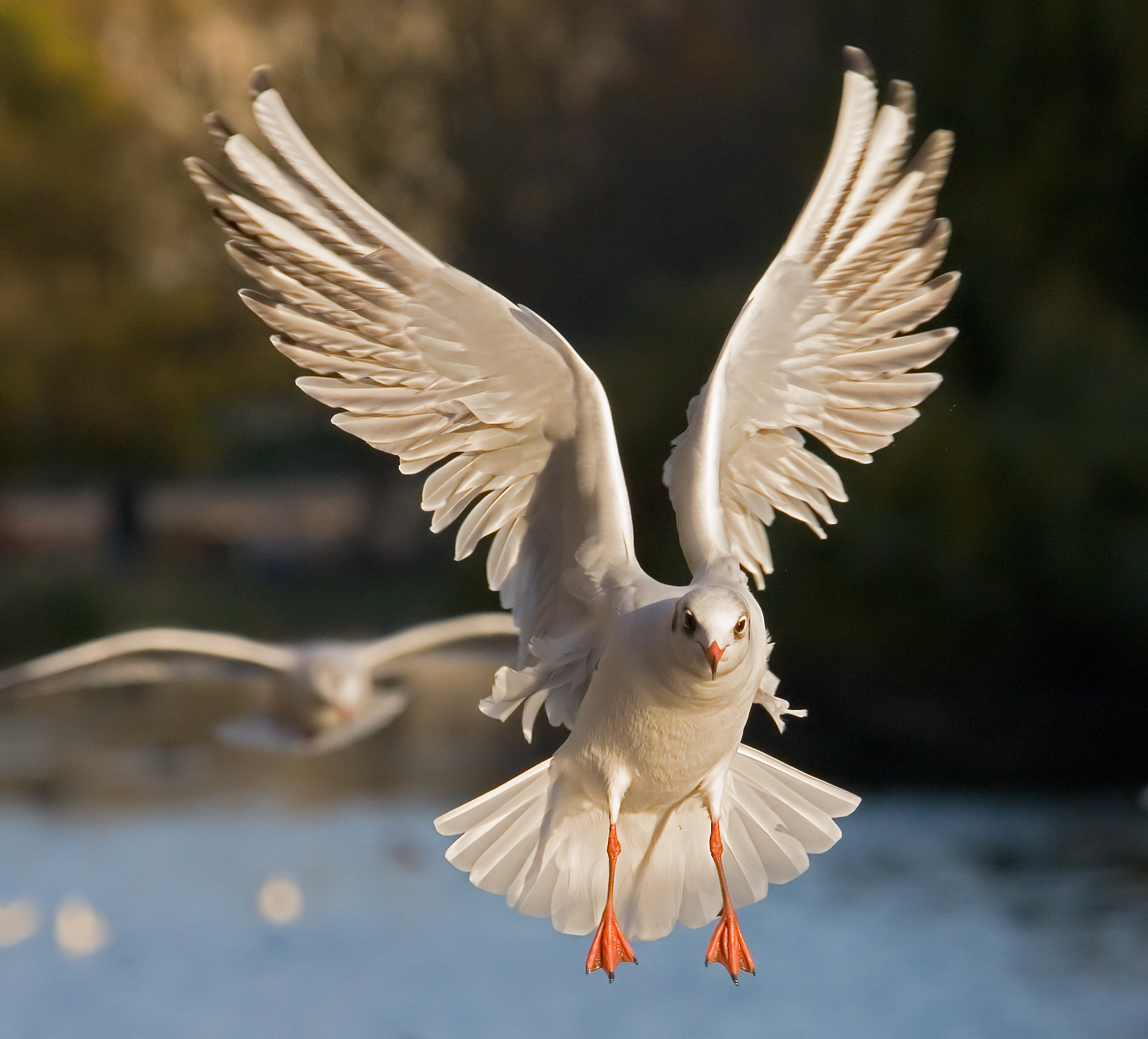
در پارک جیمز لندن
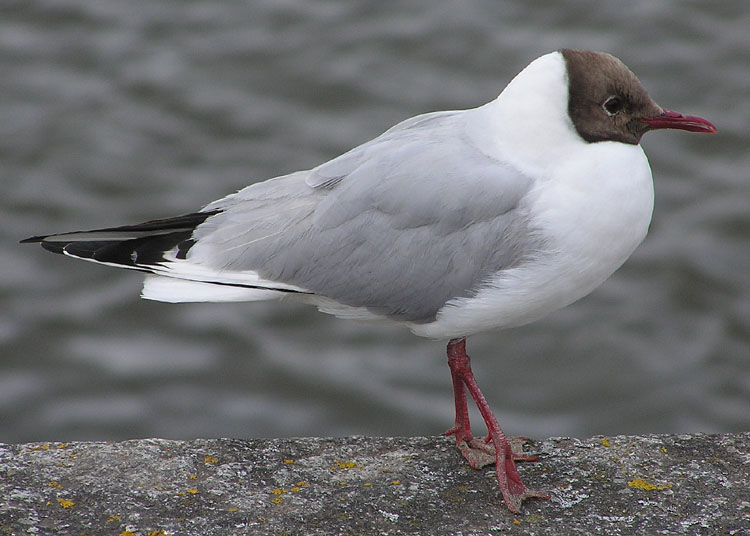
کاکایی سرسیاه کوچک در انگلستان هنگام تابستان
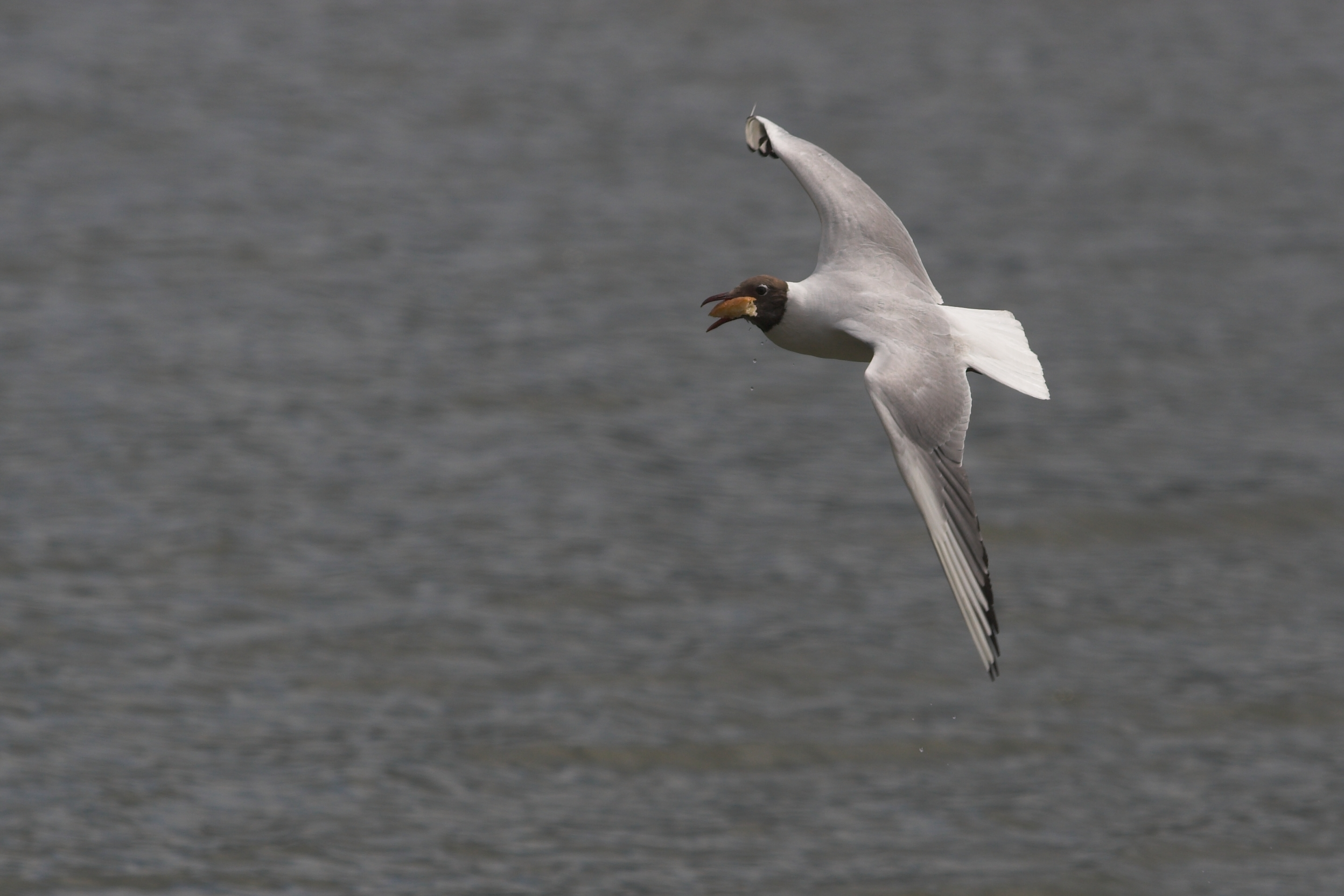
کاکایی سرسیاه کوچک در حال پرواز
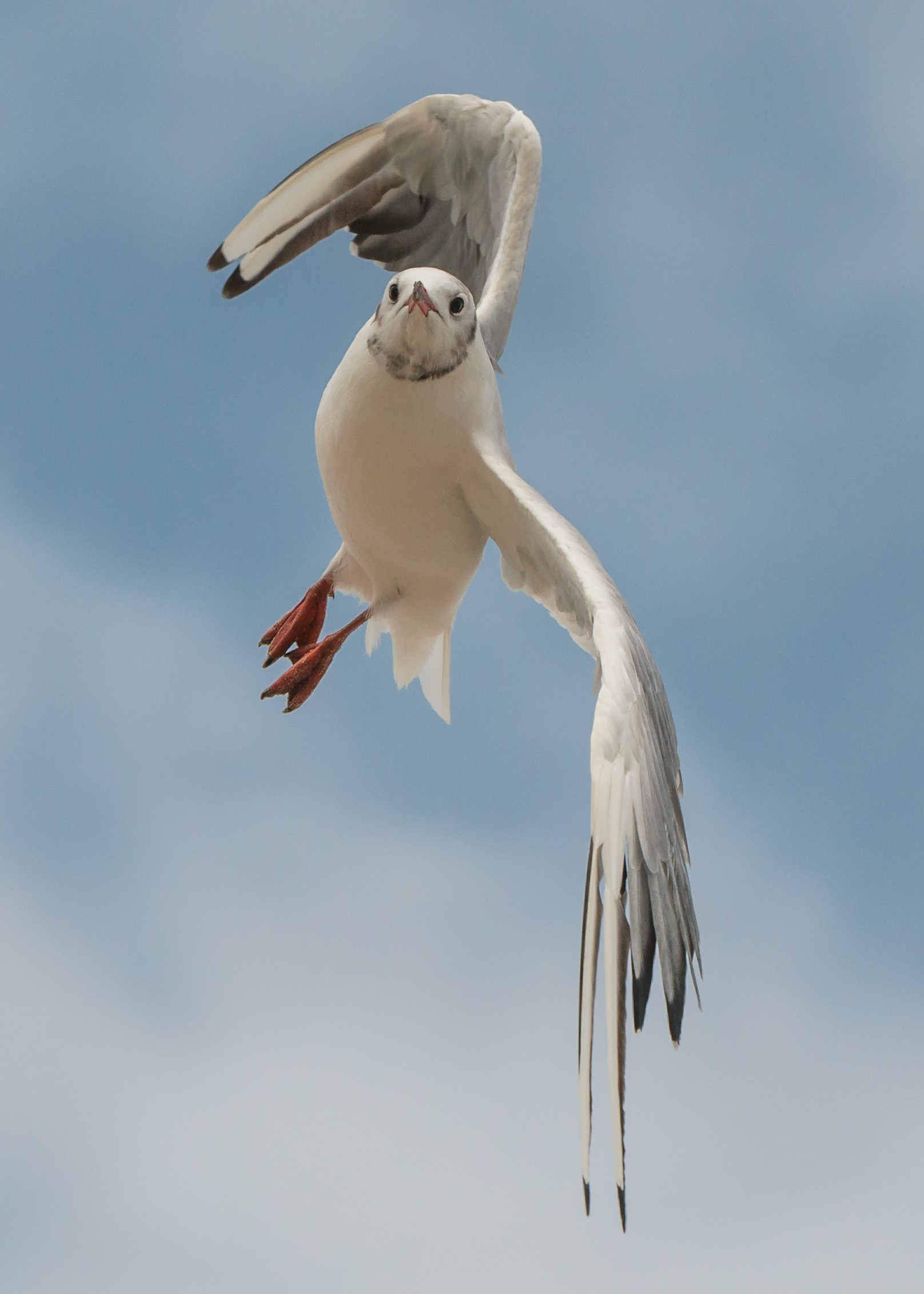
کاکایی سرسیاه در حال پرواز
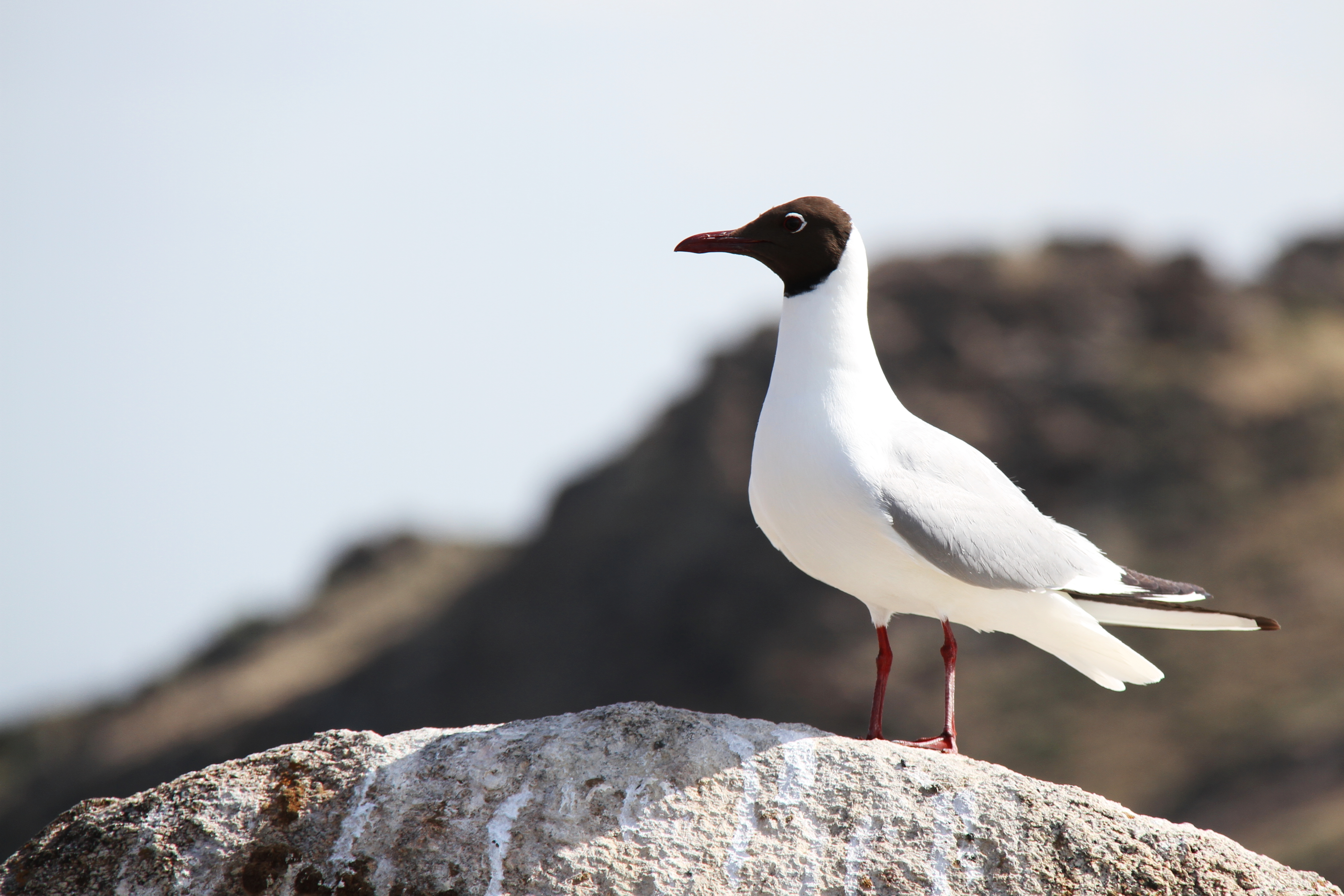
کاکایی سرسیاه کوچک (بوکان)
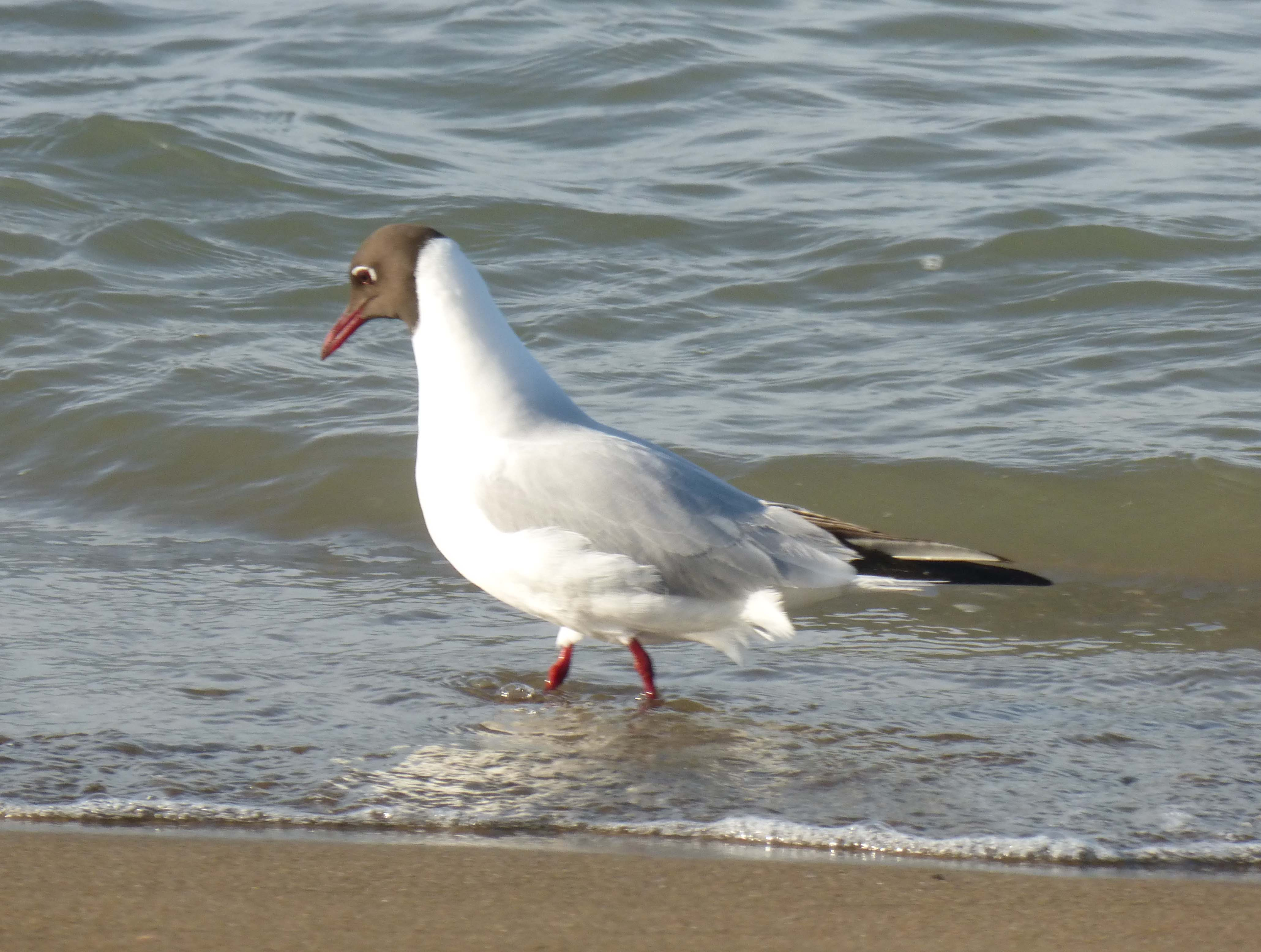
کاکایی سرسیاه کوچک در کرانۀ دریای کاسپی
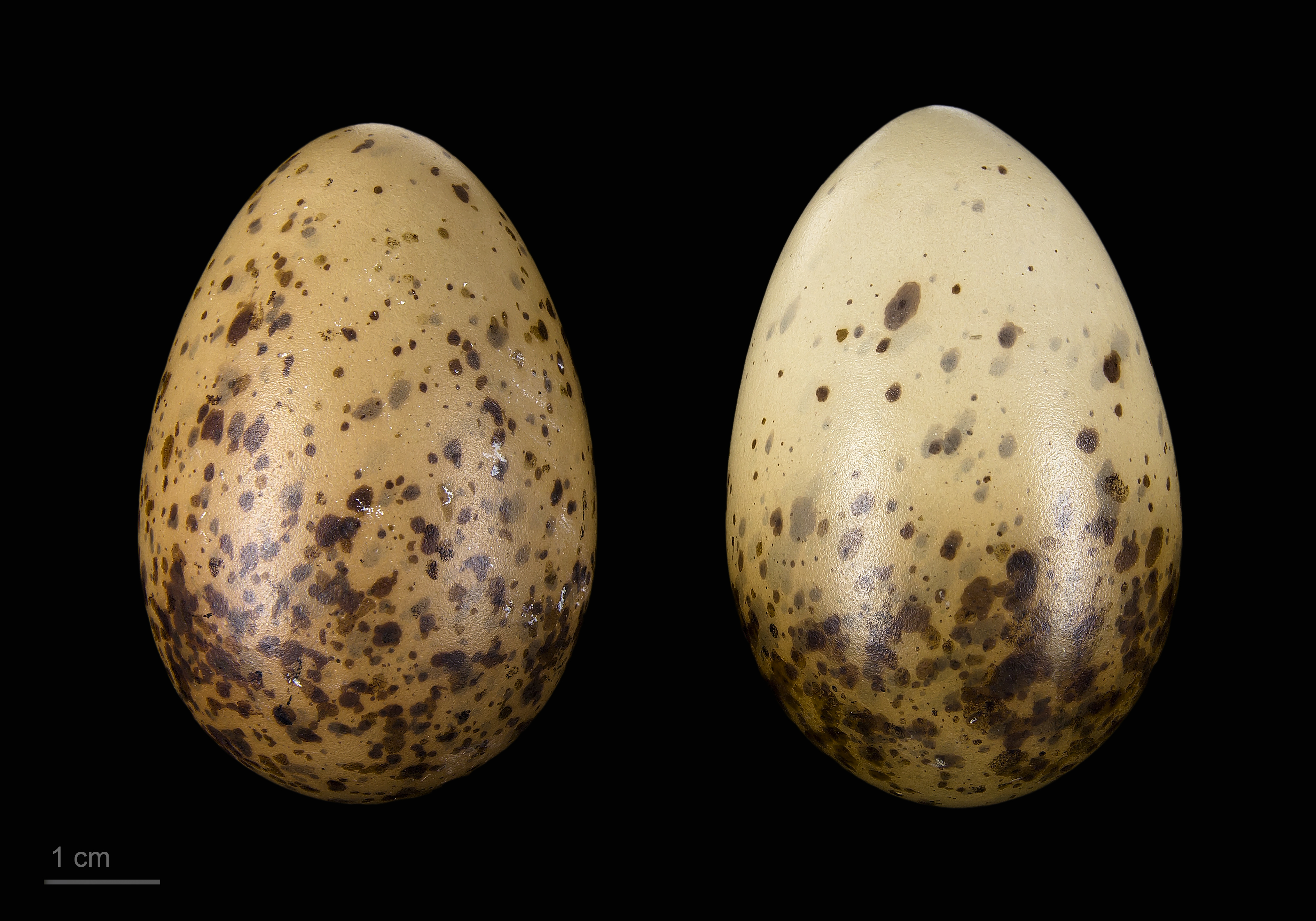
Museum specimen